# Diestostemma bituberculatum
Diestostemma bituberculatum är en insektsart som först beskrevs av Victor Antoine Signoret 1855.  Diestostemma bituberculatum ingår i släktet Diestostemma och familjen dvärgstritar. Inga underarter finns listade i Catalogue of Life.